# Mon homme (film, 1924)
Pour les articles homonymes, voir Mon homme.

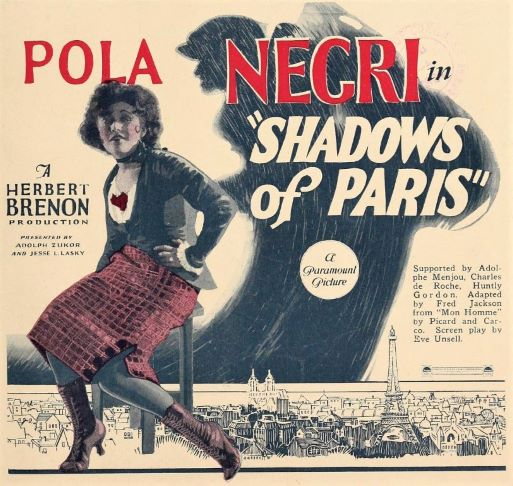
Annonce du film dans Exhibitors Trade Review.

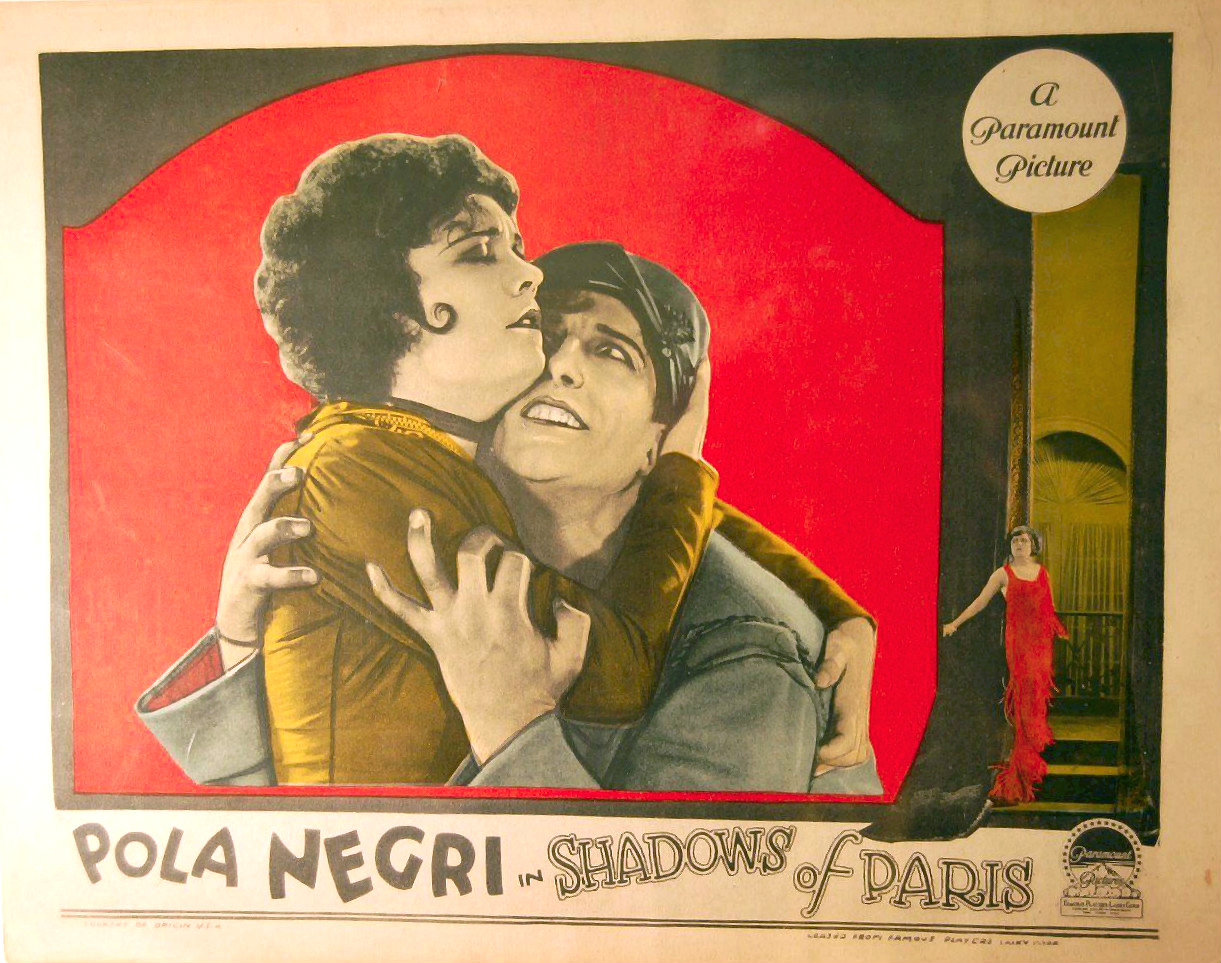
Carte promotionnelle du film.

Mon homme (Shadows of Paris) est un film américain réalisé par Herbert Brenon et sorti en 1924.

## Synopsis
Claire, anciennement reine des apaches de Paris, a infiltré la haute société parisienne en se faisant passer pour une veuve. Persuadée que son amoureux Fernand a été tué pendant la guerre, elle rencontre le chef de la police Raoul de Gramoni. Séduit par Claire, il lui propose le mariage, ce qu'elle accepte, bien que sa seule motivation soit de lui soutirer des informations qui pourront être utilisées par sa bande de voleurs. De Croy, le secrétaire de Gramoni, découvre la véritable identité de Claire, et tente de la faire chanter. Effrayée elle s'enfuit, et finit par retrouver Fernand qui avait survécu à la guerre.

## Fiche technique
- Titre original : Shadows of Paris
- Réalisation : Herbert Brenon
- Scénario : Frederick J. Jackson, Eve Unsell d'après la pièce Mon Homme de Francis Carco et André Picard[2]
- Photographie : Bert Baldridge
- Production : Paramount Pictures
- Distributeur : Paramount Pictures
- Durée : 70 minutes
- Date de sortie : 17 février 1924

## Distribution

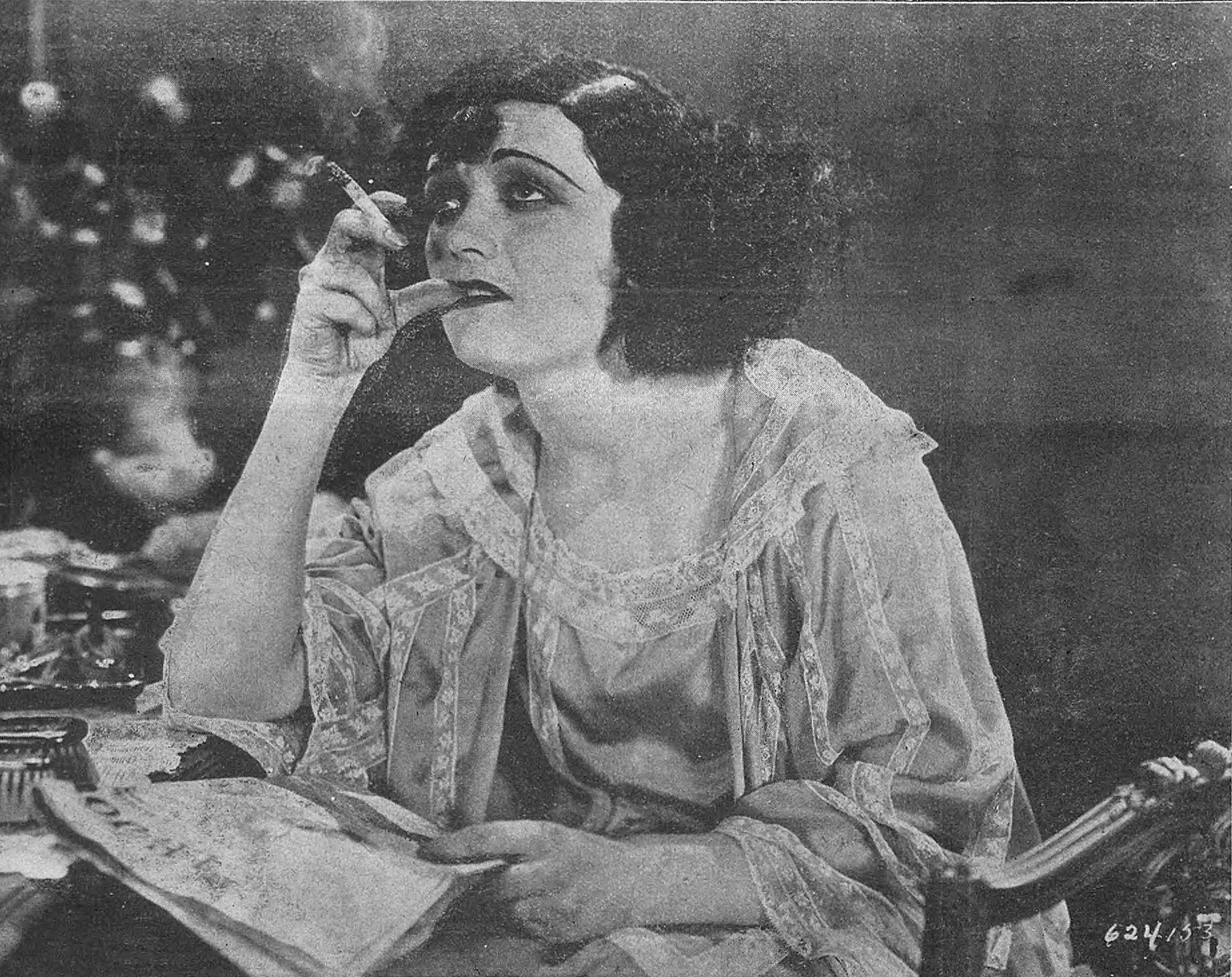
Pola Negri.

- Pola Negri : Claire, reine des Apaches / The Blackbird
- Charles de Rochefort : Fernand, un Apache
- Huntley Gordon : Raoul Grammont, Ministre de l'intérieur
- Adolphe Menjou : Georges de Croy, son secrétaire
- Gareth Hughes : Emile Boule
- Vera Reynolds : Liane
- Rose Dione : Madame Boule
- Rosita Marstini : Madame Vali, une poète
- Edward Kipling : Pierre
- Maurice de Canonge : Robert, chauffeur de taxi
- Frank Nelson : Le Bossu
- George O'Brien : Louis
- Sam Appel : Monsieur Boule